# Pterocarpus marsupium
Pterocarpus marsupium es una especie de árbol originario de la India, Nepal y Sri Lanka, puede crecer hasta los 30 m de altura, pertenece a la familia de las Fabaceae, subfamilia Faboideae, tribu Dalbergieae. Se le conoce como vijayasar o kino de la India.

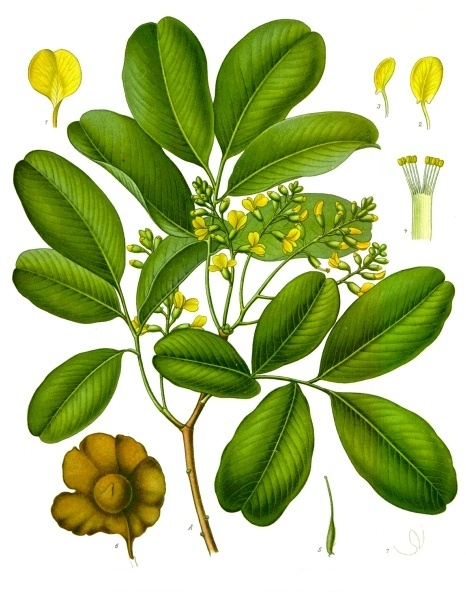
Ilustración

## Usos medicinales
La madera, la resina, hojas y flores han sido utilizados por el Ayurveda por sus propiedades medicinales; el corazón del tronco se utiliza como un astringente y en el tratamiento de la inflamación y de la diabetes. Experimentalmente se han obtenido resultados positivos en tratamientos de la diabetes mellitus tipo 2.
Una mezcla de las cortezas de Pterocarpus marsupium, Mangifera indica, Shorea robusta y Spondias pinnata es usada por la medicina tradicional para la disentería.

## Taxonomía
Pterocarpus marsupium fue descrita por William Roxburgh y publicado en Plants of the Coast of Coromandel 2: 9–10, pl. 116. 1799.
Etimología
Pterocarpus: nombre genérico que deriva de  palabras griegas latínizada que significan "fruto alado", en referencia a la inusual forma de las vainas de semillas de este género.
marsupium: epíteto
Sinonimia
- Lingoum marsupium (Roxb.) Kuntze
- Pterocarpus bilobus G.Don[9]